# Вищий світ
«Вищий світ» (англ. Among Those Present) — американська короткометражна кінокомедія режисера Фреда С. Ньюмейєра 1921 року.

## Сюжет
Гарольда, службовця готелю, найняли зіграти роль лорда на прийомі у однієї «світської» дами.

## У ролях
- Гарольд Ллойд — хлопець
- Мілдред Девіс — дівчина
- Джеймс Келлі — батько
- Еджі Геррінг — мати
- Віра Вайт
- Вільям Гіллеспі
- Олів Баркер
- Гел Берг